# Moluche
Moluche /=ratoborni narod, ratnici; gente de guerra,/ jedno od araukanskih plemena koji su naseljavali područje između Copiapóa i otočja Chiloé u Čileu, odnosno od rijeka Itata i Biobío na sjeveru do Tolténa na jugu. Govorili su istoimenim dijalektom, članom porodice Araucanaca. Poznati su i pod imenom Ngulluche ili “gente del oeste”;  'zapadni narod' .

## Vabnjske poveznice
- Mapuche (Araucano), Lengua[neaktivna poveznica]